# Львов, Аполлинарий Николаевич
Аполлина́рий Никола́евич Льво́в (1848, Новгород — 11 [24] августа 1901, Гатчина) — российский государственный служащий, начальник архива и библиотеки Святейшего Синода. Статский советник (1899), мемуарист.

## Биография
Родился в 1848 году в Новгороде в семье протоиерея.
В 1869 году окончил Новгородскую духовную семинарию по первому разряду, после чего поступил в Санкт-Петербургскую духовную академию, которую окончил 1873 году со степенью кандидата богословия и с правом на получение степени магистра 6ез нового устного испытания.
Сана принимать не стал, занявшись преподавательской деятельностью. Около восьми лет он служил в одной из московских гимназий, но ушёл оттуда, так как «в те годы в гимназических делах господствовали тенденции крайнего формализма».
Отказавшись от преподавательской деятельности, Львов выбрал для себя карьеру чиновника, поступив на службу в Святейший синод, продолжая учиться, и в 1882 году окончил с серебряной медалью курс Санкт-Петербургского археологического института. Предметом его занятий была церковная археология.
Всю свою жизнь Львов посвятил любимой работе и общественной деятельности, так никогда и не женившись.
С 1880 года состоял членом Высочайше учреждённой комиссии для разбора синодального архива, с 1881 года — делопроизводителем комиссии. На этой работе он показал себя с наилучшей стороны и два года спустя был назначен помощником начальника архива и библиотеки Святейшего синода, а 17 мая 1889 года — начальником. Синодальный архив приводился им в порядок при «благосклонном покровительстве» всесильного обер-прокурора К. П. Победоносцева. Такое покровительство дорогого стоило, так как позволяло Львову заниматься любимым делом без оглядки на вышестоящее начальство.
В церковных кругах Львов был известен как историк и публицист: с 1885 по 1893 годы в журнале Санкт-Петербургской духовной академии «Церковный вестник» он вёл отдел «Мнения печати по церковным вопросам». Он неизменно участвовал и в проводившихся археологических съездах.
В 1895 году был произведён в коллежские советники, а в 1899 — в статские.
Помимо своих официальных обязанностей Львов был делопроизводителем Общества попечительства о бедных военного духовенства и учредителем Санкт-Петербургского общества вспомоществования нуждающимся питомцам Новгородской духовной семинарии, состоял почетным членом и товарищем председателя совета Общества распространения религиозно-нравственного просвещения в духе православной церкви, принимал самое активное участие в кружке православных единомышленников в пригородном посёлке Сиверская, выстроивших храм и учредивших при нём церковно-приходскую школу с библиотекой и читальней.
Последние годы жизни провёл в Гатчине, где, так же как и в Сиверской, способствовал учреждению церковно-приходской школы. Кроме того, Львов помогал в организации детской летней колонии для учащихся Общества распространения религиозно-нравственного просвещения в духе православной церкви.
Скончался утром 11 августа 1901 года. 14 августа в соборе св. апостола Павла в Гатчине состоялось его отпевание, которое возглавил и присутствовавший на летней сессии Святейшего Синода епископ Пермский и Соликамский Петр (Лосев). Похоронен на Гатчинском кладбище.

## Публикации
- Храм Христа Спасителя в Москве. Чтение для народа / сост. чл. Комис. А. Н. Львовым. — М., 1881. — 47 с.
- Попытка Петра I-го к распространению среди русского народа научных сельскохозяйственных знаний. — Москва : Унив. тип., [1892]. — 12 с.;
- «Князья церкви» (Из дневника А. Н. Львова) / Подгот. к печати А. К. Дрезен, примеч. А. С. Николаева и З. И. Гурской // Красный архив. 1930. — Т. 2 (39). — С. 108—148; Т. 3 (40). — С. 97-124.
- «Быть может и в моем песке и соре найдется какая-нибудь крупица…» (Дневник Аполлинария Николаевича Львова. Подготовка текста, вводная статья и комментарии С. Л. Фирсова) // Нестор: Ежевартальный журнал истории и культуры России и Восточной Европы. — отпеч. в Молдавии, 2000. — 500 экз. — С. 9-164.

редактор
- «Описания документов и дел, хранящихся в Святейшем Правительствующем Синоде» за 1725 год, том 5. — СПб., 1900
- «Письма духовных и светских лиц к митрополиту московскому Филарету» (с 1812 по 1867 г.). — СПб., 1900